# Alison Powers
Alison Powers (Fraser, 14 december 1979) is een voormalig wielrenster uit de Verenigde Staten van Amerika.
Powers won in 2007 het Pan-Amerikaanse kampioenschap tijdrijden in Valencia (Venezuela). In 2008 werd Powers nationaal kampioene tijdrijden in de Verenigde Staten. In 2014 pakte ze deze titel zowel op het onderdeel tijdrit als in de wegwedstrijd. In dat jaar won ze ook een etappe en het eindklassement van de Tour de San Luis.

## Palmares
2006
- 4e etappe Ronde van de Gila

2007
- Pan-Amerikaans kampioene tijdrijden

2008
- Amerikaans kampioene tijdrijden

2009
- Amerikaans kampioenschap tijdrijden
- 3e etappe Redlands Bicycle Classic

2012
- Amerikaans kampioenschap tijdrijden
- 1e Eindklassement Cascade Cycling Classic

2013
- Amerikaans kampioenschap op de weg
- Amerikaans kampioenschap tijdrijden
- Eindklassement Redlands Bicycle Classic

2014
- Amerikaans kampioene op de weg
- Amerikaans kampioene tijdrijden
- Tour de San Luis
  - 3e etappe Tour de San Luis